# فيرنون هيل
فيرنون هيل (بالإنجليزية: Vernon Hill)‏ (30 يناير 1871 في المملكة المتحدة - 29 سبتمبر 1932 في المملكة المتحدة) هو لاعب كريكت بريطاني. لعب مع نادي مقاطعة سومرست للكريكت ‏ ونادي الكريكت في جامعة أكسفورد ‏.

## وصلات خارجية
- فيرنون هيل على موقع إي آس بي آن كريك إنفو (الإنجليزية)